# Nekrolog 1987
Nekrolog
◄◄
| ◄
| 1983
| 1984
| 1985
| 1986
| 1987 | 1988 | 1989 | 1990 | 1991 | ► | ►►
1. Quartal |
2. Quartal |
3. Quartal |
4. Quartal 
Weitere Ereignisse | Allgemeiner Nekrolog 1987
Die Beschreibung der verstorbenen Person sollte so kurz wie möglich gehalten sein und nur deren signifikante Tätigkeit(en) enthalten.
Neue Namen ggf. auch unter dem Geburts- und Sterbedatum, also etwa unter 1. Januar und im Geburts- und Sterbejahr (2024) eintragen (nur bei entsprechender großer Wichtigkeit). Für Beispiele siehe die schon vorhandenen Artikel.
Außerdem über die fünf zuletzt Verstorbenen, zu denen es einen ausreichend guten Artikel für eine Präsentation auf der Hauptseite gibt, nach der todesbedingten Überarbeitung der Artikel ggf. auch unter Wikipedia Diskussion:Hauptseite informieren und sie am besten auch in den anderen Wikipedia-Sprachversionen eintragen. Tipp: Regelmäßig bei news.google.de nach „ist tot“, „gestorben“ oder „verstorben“ suchen.
Wenn eine Person gestorben ist, gibt es viele Seiten zu dieser Person in der Wikipedia, die davon auch betroffen sind und entsprechend aktualisiert werden müssen. Beispiele: Namenübersichtsseite, Geburtsjahr, Geburtsort-Seiten und viele mehr.
Wie finde ich die betroffenen Seiten?
Im Suchfeld auf der linken Seite gibt man den Suchbegriff so ein: „Vorname Nachname“. Dann klickt man auf Volltext und alle Seiten mit entsprechendem Suchtext werden aufgerufen. Hier sieht man dann schnell, wo auch das Todesjahr Sinn macht oder sogar ein Teil des Artikels angepasst werden muss. Auch hilft das „Werkzeug“ auf der linken Seite sehr gut, um solche Seiten aufzufinden: „Links auf diese Seite“. Somit ist die Wikipedia wieder aktuell in allen Bereichen! Hinweis: bei Eintragung der Kategorie „Gestorben JAHR“ wird der Missbrauchsfilter 49 ausgelöst, was jedoch nicht schlimm ist. Siehe: Spezial:Missbrauchsfilter/49
Dies ist eine Liste von im Jahr 1987 verstorbenen bekannten Persönlichkeiten. Die Einträge erfolgen innerhalb der einzelnen Daten alphabetisch sortiert. Tiere sind im Nekrolog für Tiere zu finden.
Die Liste ist nach Quartalen aufgeteilt:
- Nekrolog 1. Quartal 1987: Januar, Februar und März
- Nekrolog 2. Quartal 1987: April, Mai und Juni
- Nekrolog 3. Quartal 1987: Juli, August und September
- Nekrolog 4. Quartal 1987: Oktober, November und Dezember

## Datum unbekannt
| Costantino Affer                         | italienischer Medailleur                                                                                        |  |
| Thomas Agro                              | US-amerikanischer Mobster                                                                                       |  |
| Edna Anhalt                              | US-amerikanische Drehbuchautorin und Filmproduzentin                                                            |  |
| Harry Ayres                              | Bergsteiger und Gebirgsführer                                                                                   |  |
| Otto Bail                                | deutscher Wirtschaftswissenschaftler                                                                            |  |
| Hein Bitz                                | deutscher Volks- und Straßensänger, kölsches Original                                                           |  |
| Albert Bliemeister                       | deutscher Jurist, Richter am Bundesfinanzhof                                                                    |  |
| Wayne Boring                             | US-amerikanischer Künstler und Comiczeichner                                                                    |  |
| Waltraud Braun                           | deutsche Dermatologin                                                                                           |  |
| Fritz van Briessen                       | deutscher Schriftsteller und Diplomat                                                                           |  |
| Georges Burou                            | algerischer Gynäkologe                                                                                          |  |
| Stan Butcher                             | britischer Musiker, Bandleader, Arrangeur und Komponist                                                         |  |
| Oscar Casanovas                          | argentinischer Boxer im Federgewicht                                                                            |  |
| Kuo-Tsai Chen                            | chinesisch-US-amerikanischer Mathematiker                                                                       |  |
| Richard Nelson Coe                       | britischer Romanist und Literaturwissenschaftler                                                                |  |
| Thomas Haller Cooper                     | britischer Angehöriger der Waffen-SS                                                                            |  |
| Earl Cross                               | US-amerikanischer Jazztrompeter (auch Mellophon, Piano)                                                         |  |
| Enric Crous-Vidal                        | spanischer Grafiker, Erfinder von Schriftzeichen und Schriftsteller                                             |  |
| Karl Ludwig Deppisch                     | deutscher Kaufmann                                                                                              |  |
| Duncan R. Derry                          | kanadischer Lagerstättengeologe                                                                                 |  |
| Diana Doveton                            | englische Badmintonspielerin                                                                                    |  |
| Władysław Dulęba                         | polnischer Iranist                                                                                              |  |
| Josef Erber                              | böhmisch-deutscher SS-Oberscharführer, Aufnahmeleiter des Frauenlagers in Auschwitz                             |  |
| Hussein Fardust                          | iranischer Geheimdienstkoordinator                                                                              |  |
| Emil Feist                               | deutscher Schauspieler und Clown                                                                                |  |
| Elfriede Fliethmann                      | nationalsozialistische Anthropologin                                                                            |  |
| Josef Fraenkel                           | österreichisch-britischer Verbandsfunktionär zionistischer Organisationen                                       |  |
| Hans Friedenthal                         | deutscher Mediziner, Präsident des Sportverbandes Makkabi                                                       |  |
| Gertrud Frischmuth                       | deutsche evangelische Theologin und Pastorin                                                                    |  |
| Francisco Gamarra                        | uruguayischer Jurist und Politiker                                                                              |  |
| Harry Garms                              | deutscher Biologe und Didaktiker der Biologie                                                                   |  |
| Werner Goldschmidt                       | deutscher Rechtsphilosoph und Professor für internationales Privatrecht                                         |  |
| Walter Greaves                           | englischer Radsportler                                                                                          |  |
| Sonny Grey                               | jamaikanischer Jazztrompeter                                                                                    |  |
| Michail Grigorjewitsch Gribanow          | russischer Politiker, Leiter der für die deutschsprachigen Länder zuständigen Dritten Abteilung des sowjetis... |  |
| Helene Haeusler                          | deutsche Designerin und Spielzeugproduzentin                                                                    |  |
| Emmi Haux                                | deutsche Leichtathletin                                                                                         |  |
| Timothy Holme                            | englischer Schauspieler, Journalist und Schriftsteller                                                          |  |
| Thomas Edward Hope                       | britischer Romanist und Sprachwissenschaftler                                                                   |  |
| Hans Horrichs                            | deutscher Kommunalpolitiker und Wahlbeamter                                                                     |  |
| Vartan İhmalyan                          | türkisch-armenischer Schriftsteller und Bauingenieur                                                            |  |
| Claire Johnston                          | US-amerikanische feministische Filmtheoretikerin                                                                |  |
| Johannes Karl                            | deutscher Orgelbauer                                                                                            |  |
| Adolf Kegebein                           | deutscher Architekt                                                                                             |  |
| Khalilullah Khalili                      | afghanischer Dichter, Universitätsprofessor und Diplomat                                                        |  |
| Helmut Klose                             | deutsches Mitglied der Bruderschaft der Vagabunden                                                              |  |
| Alfred König                             | österreichischer Leichtathlet                                                                                   |  |
| Giuseppe Koschier                        | österreichischer Schneidermeister, Fußballspieler und -funktionär                                               |  |
| Hans Krajewski                           | österreichisch-deutscher Architekt                                                                              |  |
| Günter Kresze                            | deutscher Chemiker                                                                                              |  |
| Johannes Kulenkampff                     | deutscher Reeder                                                                                                |  |
| Herta Kumbartzky                         | deutsche Malerin                                                                                                |  |
| Bertrand Edmond Rochereau de La Sablière | französischer Diplomat                                                                                          |  |
| Maria Landes-Hindemith                   | deutsche Pianistin und Hochschullehrerin                                                                        |  |
| Kurt Lehmann                             | deutscher Kommunist und Widerstandskämpfer gegen den Nationalsozialismus                                        |  |
| Rudolf Leichtweiß                        | deutscher Kriminalpolizist und SS-Führer                                                                        |  |
| Adolf Lenk                               | deutscher Gründer des NSDAP-Jugendbundes                                                                        |  |
| Karel Liška                              | tschechischer Maler                                                                                             |  |
| Philip Lombardo                          | US-amerikanischer Mafioso                                                                                       |  |
| Ralph Lysell                             | schwedischer Designer                                                                                           |  |
| Zygmunt Ławrynowicz                      | polnischer Lyriker                                                                                              |  |
| Wilhelm Mäurer                           | deutscher Polizeibeamter                                                                                        |  |
| Enrique Magnani                          | uruguayischer Politiker                                                                                         |  |
| Richard Malloway                         | kanadischer Häuptling der Sto:lo (Kanada)                                                                       |  |
| Elijah Masinde                           | kenianischer Religionsgründer und Kämpfer gegen die britische Kolonialherrschaft                                |  |
| Erich Matthes                            | deutscher Gewerkschaftsfunktionär                                                                               |  |
| Käthe Mey                                | deutsch-britisch-schweizerische Filmeditorin                                                                    |  |
| Eduard Michael                           | deutscher Jurist, Kriminalbeamter und SS-Hauptsturmführer                                                       |  |
| Mahapurush Misra                         | indischer Tablaspieler                                                                                          |  |
| Heinz Moll                               | deutscher Architekt der Postbauschule und Bauunternehmer                                                        |  |
| Marcos Augusto Morínigo                  | argentinischer Romanist, Hispanist und Lexikograf                                                               |  |
| Maria Mwengere                           | namibische traditionelle Führerin                                                                               |  |
| Nakayama Masatoshi                       | japanischer Meister des Karate-Dō                                                                               |  |
| Lucie Olbrechts-Tyteca                   | belgischer Literaturwissenschaftlerin                                                                           |  |
| Pauline Peugniez                         | französische Malerin und Glasmalerin                                                                            |  |
| Josep Pujol i Ripoll                     | katalanischer Maler                                                                                             |  |
| Alice Rahon                              | französische Schriftstellerin und Malerin                                                                       |  |
| Bülent Rauf                              | türkisch-britischer Mystiker, Lehrer, Übersetzer und Autor                                                      |  |
| Frances Kraft Reckling                   | US-amerikanische Musikerin (Piano, Komposition)                                                                 |  |
| Rolf Regele                              | italienischer Maler (Südtirol)                                                                                  |  |
| Milton Reid                              | britischer Schauspieler und Ringer                                                                              |  |
| Gottfried Reimer                         | deutscher Kunsthistoriker                                                                                       |  |
| Werner Reinert                           | deutscher Schriftsteller                                                                                        |  |
| Adam Rutkowski                           | polnischer Wissenschaftler jüdischer Abstammung und Holocaust-Forscher                                          |  |
| Sadequain                                | pakistanischer Maler und Kalligraf                                                                              |  |
| Volkram Anton Scharf                     | deutscher Kunstmaler und Bildhauer                                                                              |  |
| Gerhard Schmidt                          | deutscher Klassischer Archäologe                                                                                |  |
| Hans Schnyder von Wartensee              | Schweizer Statthalter der Schweizerischen Statthalterei des Ritterordens vom Heiligen Grab zu Jerusalem         |  |
| Georg Schröder                           | deutscher Journalist                                                                                            |  |
| Ben Sherman                              | englischer Modefabrikant                                                                                        |  |
| Mario Siciliano                          | italienischer Regisseur und Drehbuchautor                                                                       |  |
| Christa Siebenrok                        | deutsche Objektkünstlerin                                                                                       |  |
| Hein Sinken                              | deutscher Bildhauer                                                                                             |  |
| Bruce Lannes Smith                       | US-amerikanischer Politik- und Kommunikationswissenschaftler                                                    |  |
| Luwsandaschijn Sodow                     | mongolischer Schriftsteller                                                                                     |  |
| Hugo Spiegel                             | deutscher Viehhändler, Vater von Paul Spiegel                                                                   |  |
| Joachim von Spindler                     | deutscher Ministerialbeamter                                                                                    |  |
| Wladimir Sergejewitsch Starikow          | russischer Sinologe, Ethnologe und Landwirtschaftshistoriker                                                    |  |
| Georgi Fjodorowitsch Stepanow            | sowjetischer Vizeadmiral                                                                                        |  |
| Kamal Stino                              | ägyptischer Politiker                                                                                           |  |
| Hans-Adolf von Stosch                    | deutscher Botaniker, Phykologe und Hochschullehrer                                                              |  |
| Igor Wjatscheslawowitsch Tschetwerikow   | sowjetischer Flugzeugkonstrukteur                                                                               |  |
| Reva Urban                               | US-amerikanische Malerin und Grafikerin                                                                         |  |
| Elsa Wilder                              | deutsche Malerin und Künstlerin                                                                                 |  |
| Manfred Wolfson                          | deutsch-amerikanischer Soziologe und NS-Forscher                                                                |  |
| Yuan Fuli                                | chinesischer Geologe                                                                                            |  |